# Giangiacomo Feltrinelli

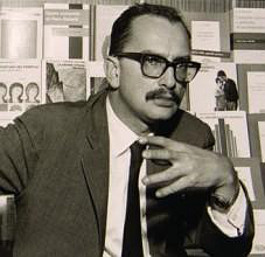
Giangiacomo Feltrinelli 1970

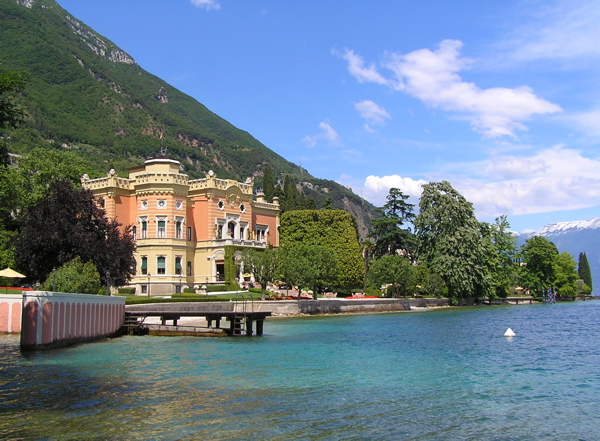
Villa Feltrinelli in Gargnano

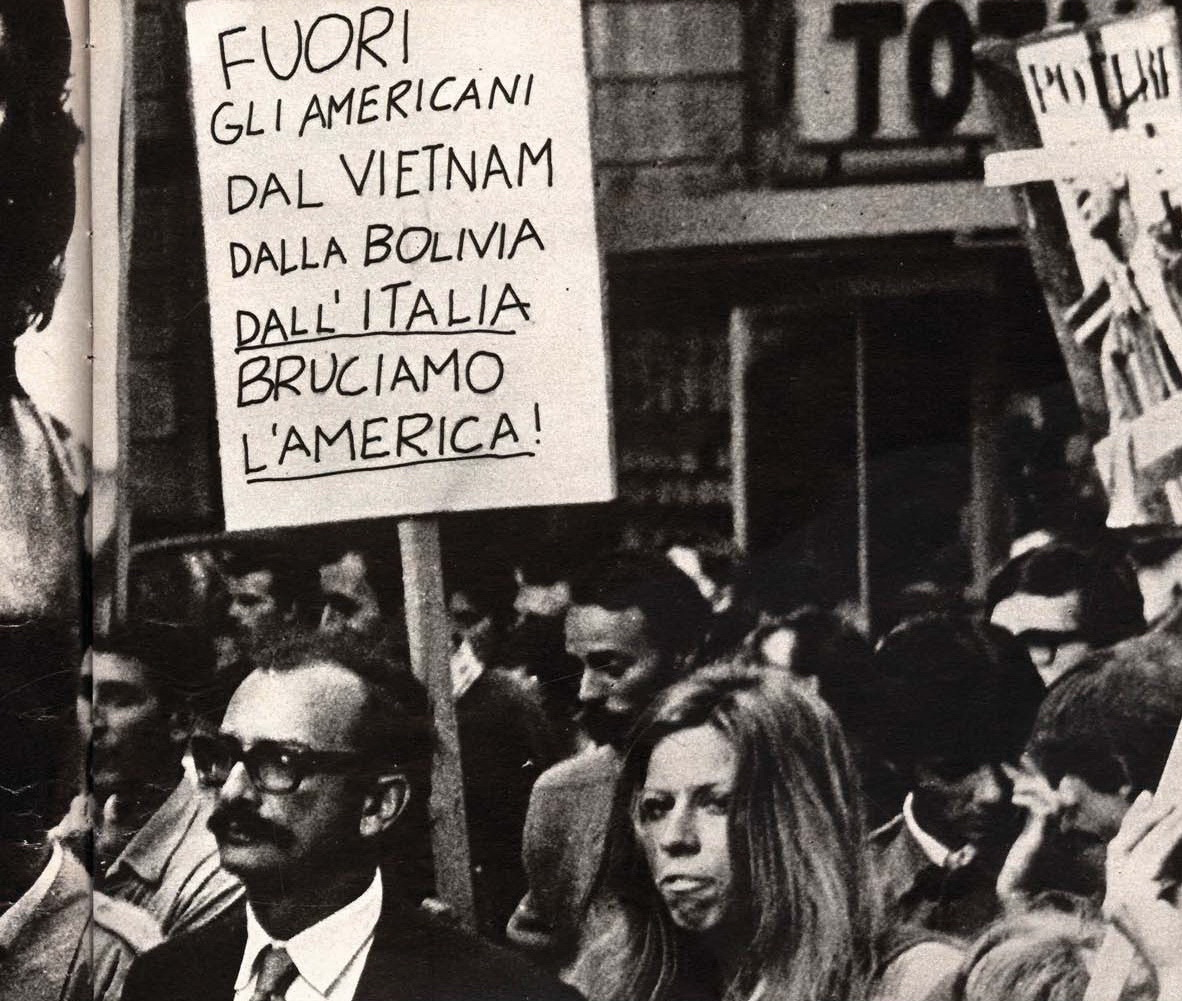
1972: Feltrinelli mit Sibilla Melega an einer Demonstration gegen den US-amerikanischen Interventionismus

Giangiacomo Feltrinelli (* 19. Juni 1926 in Mailand; † 14. März 1972 in Segrate), genannt Osvaldo oder Fra Feltrinelli, war ein italienischer Verleger und kommunistischer Aktivist. Er war der Gründer des Verlags Feltrinelli, der in Italien auch für seine Buchhandlungen bekannt ist. Alfred Andersch bezeichnete ihn 1972 als „die prominenteste Figur in der kulturellen Peripherie der Kommunistischen Partei Italiens“.

## Leben

### Kindheit und Jugend
Giangiacomo Feltrinelli wurde 1926 als das älteste Kind von Carlo Feltrinelli und seiner Ehefrau Gianna Elisa Feltrinelli, geb. Gianzana, geboren. Seine Schwester Antonella wurde 1927 geboren. Die Familie Feltrinelli, die aus Gargnano am Gardasee stammt, war eine der reichsten Familien Italiens. Sie war zunächst im Holzhandel wohlhabend geworden und erwarb Wälder in Kärnten und Beteiligungen an mehreren europäischen Eisenbahngesellschaften. Später kamen der Banco Feltrinelli, der Textilhersteller Cotonificio Feltrinelli und weitere familieneigene Unternehmen hinzu. Der Vater Carlo Feltrinelli war liberal gesinnt und Präsident verschiedener Unternehmen, unter anderem ab 1928 von Credito Italiano und Edison. Er starb 1935, mit 54 Jahren, an einem Herzinfarkt, nachdem er wegen ungesetzlicher Vermögensverwicklungen im Ausland zum Rücktritt von allen Mandaten gezwungen worden war. Gerüchte sprachen von einem Selbstmord.
Giangiacomos Mutter heiratete 1940 in Amalfi Luigi Barzini Jr., Schriftsteller und Redakteur des Corriere della Sera, von dem sie sich 1947 wieder scheiden ließ. Aus dieser Ehe stammen Giangiacomo Feltrinellis Halbschwestern Ludina und Benedetta Barzini. Die Eltern genossen den Luxus der Oberschicht, darunter Jagdgesellschaften und Empfänge mit adligen Gästen und faschistischen Notabeln, für ihre Kinder nahmen sie sich kaum Zeit.
Die Erziehung war Aufgabe von deutschen Gouvernanten und Hauslehrern, von anderen Gleichaltrigen wurden sie streng isoliert. Erst 1937 konnte Feltrinelli drei Monate eine öffentliche Schule besuchen, das Gymnasium Giuseppe Parini in Mailand. Während des Zweiten Weltkrieges verließ die Familie die Villa Feltrinelli in Gargnano, die danach Residenz von Benito Mussolini wurde, und zog in die neu erbaute Villa Giannalisa bei Porto Santo Stefano am Monte Argentario. Der Jugendliche wurde dort eingesperrt und häufig wegen Kleinigkeiten gescholten und demütigend bestraft. Feltrinelli suchte Kontakt zu den auf dem Anwesen tätigen Bauarbeitern. Dass sein Stiefvater die Fenster der Bediensteten weitgehend zumauern ließ, um ihnen die schöne Aussicht zu verbieten, und dass er bei der Hochzeit mit der Mutter Münzen in die Menge bedürftiger Kinder werfen ließ, schärfte Feltrinellis Blick für die soziale Ungleichheit. 1944 machte er seinen Schulabschluss an der Eliteschule San Giovanni in Laterano. 1944/45 nahm er am Befreiungskampf gegen die deutsche Besatzung und das Regime Benito Mussolinis teil, indem er sich mit einer Pistole bewaffnet anerbot, eine Gruppe von Flüchtlingen zu begleiten. Danach wurde er Freiwilliger im Kampfkorps Legnano, das der 5. US-Armee zugeordnet war.
Im März 1945 trat er der Kommunistischen Partei Italiens (PCI) bei, die jedoch klar machte, dass sie Feltrinelli wegen seiner großbürgerlichen Herkunft niemals erlauben werde, eine bedeutende Stellung in der Partei zu erlangen. Jedoch sollte er für die PCI monarchistisch gesinnte Kreise in der italienischen Oberschicht auskundschaften. Er flog jedoch als Informant auf und musste sich, bis sich die politische Lage nach dem Referendum 1946 zuungunsten der Monarchie geklärt hatte, nach Lissabon absetzen. Am 3. Juli 1947 heiratete er die Genossin Bianca Dalle Nogare; 1956 ließ sich das Paar scheiden. Giangiacomo Feltrinelli wurde auf Betreiben seiner Mutter zwar aus dem Vorstand des Banco Feltrinelli ausgeschlossen, es gelang ihr jedoch nicht, ihren Sohn zu enterben.

### Publizistische Welterfolge mit dem Verlag Feltrinelli (1954–1969)
Ein Ingenieursstudium in Rom brach Feltrinelli ab und arbeitete im Verlagswesen. 1954 gründete er den Feltrinelli-Verlag in Mailand. Innerhalb kürzester Zeit hatte der Verlag enormen Erfolg. Welterfolge wurden Doktor Schiwago von Boris Pasternak und Der Leopard von Giuseppe Tomasi di Lampedusa. Von dem ebenfalls linksgerichteten Luciano Bianciardi, mit dem er befreundet war, veröffentlichte er nicht nur zahlreiche aufsehenerregende Übersetzungen (u. a. Henry Millers Wendekreis des Krebses und Wendekreis des Steinbocks), auch eine Autobiographie und mehrere Romane des toskanischen Autors wurden bei ihm verlegt. Neben deutschen Klassikern verlegte er auch zahlreiche junge deutschsprachige Autoren. 1957 heiratete er Alessandra di Stefani, die Beziehung endete nach nur einem Jahr. Im Sommer 1958 lernte er in Hamburg die deutsche Fotografin Inge Schönthal kennen. Er heiratete sie in dritter Ehe 1960 und bekam mit ihr den Sohn Carlo Fitzgerald (* 1962). Sie arbeitete engagiert in seinem Verlag mit und wurde bald Vizepräsidentin des Verlages. Ende der 1960er Jahre ließ sich Feltrinelli von Schönthal scheiden und heiratete 1969 Sibilla Melega, mit der er bis zu seinem Tod zusammenlebte. Inge Feltrinelli arbeitete weiter im Verlag und führte ihn nach seinem Tod 1972 als Präsidentin weiter.
Großes Interesse zeigte Feltrinelli für die kubanische Revolution unter Fidel Castro. Mehrfach reiste er nach Kuba, wo er auch Ernesto Che Guevara kennenlernte. Nach dem Tod Guevaras publizierte er dessen Bolivianisches Tagebuch, das er und seine Frau Sibilla Feltrinelli nach einem Treffen mit Che Guevara aus Südamerika schmuggelten und verlegten. Aus Kuba brachte Feltrinelli auch ein Foto Che Guevaras mit, das der kubanische Fotograf Alberto Korda von dem Guerrillero gemacht hatte. Aus dem ursprünglichen Gruppenbild vergrößerte Feltrinelli den Ausschnitt, der Che Guevaras Porträt zeigt. Das Bild Guerrillero Heroico gilt als das meistreproduzierte Bild überhaupt. Es erschien auf Postern, T-Shirts etc. und wurde zu einem Symbol der 68er-Bewegung. Korda sah von den Einnahmen keinen Cent, sie verblieben allein bei Feltrinelli.
Neben Revolutionsbewegungen in verschiedenen lateinamerikanischen Ländern interessierte sich der Verleger auch für die Studentenrevolte in Deutschland. Er teilfinanzierte den Vietnamkongress (am 17. und 18. Februar 1968 in Berlin). Er war persönlich mit Studentenführer Rudi Dutschke befreundet, den er zu einem Genesungsaufenthalt bei sich einlud, nachdem dieser bei einem Attentat am 11. April 1968 schwer verletzt worden war.

### Im politischen Untergrund (1969–1972)
Ende der 1960er-Jahre radikalisierten sich Feltrinellis politische Ansichten zunehmend. Er plädierte für die Abschaffung des Kapitalismus und stand in Kontakt zu verschiedenen Extremistengruppen, die sich nach dem Heißen Herbst 1969 in Italien im Aufbau befanden. Dazu gehörten Potere operaio, Lotta Continua und auch die Roten Brigaden. Weil Feltrinelli nach Attentaten der extremen Rechten (siehe Anni di piombo) in Italien einen Staatsstreich von rechts befürchtete, gründete er schließlich seine eigene Gruppe, die GAP (Gruppo d’Azione Partigiana). Diese sollte, wenn nötig, auch gewaltsame Mittel nutzen, um ihre politischen Ziele zu verwirklichen. Ende 1969 ging der Verleger in den Untergrund. Er besorgte unter anderem die Pistole, mit der am 1. April 1971 in Hamburg der dortige bolivianische Konsul Roberto Quintanilla Pereira, möglicherweise von der Deutschen Monika Ertl, erschossen wurde. Quintanilla war führend an der Polizeiaktion zur Aufspürung und Ermordung Che Guevaras beteiligt gewesen.

### Tod und wachsende Zweifel an der Unfalltheorie

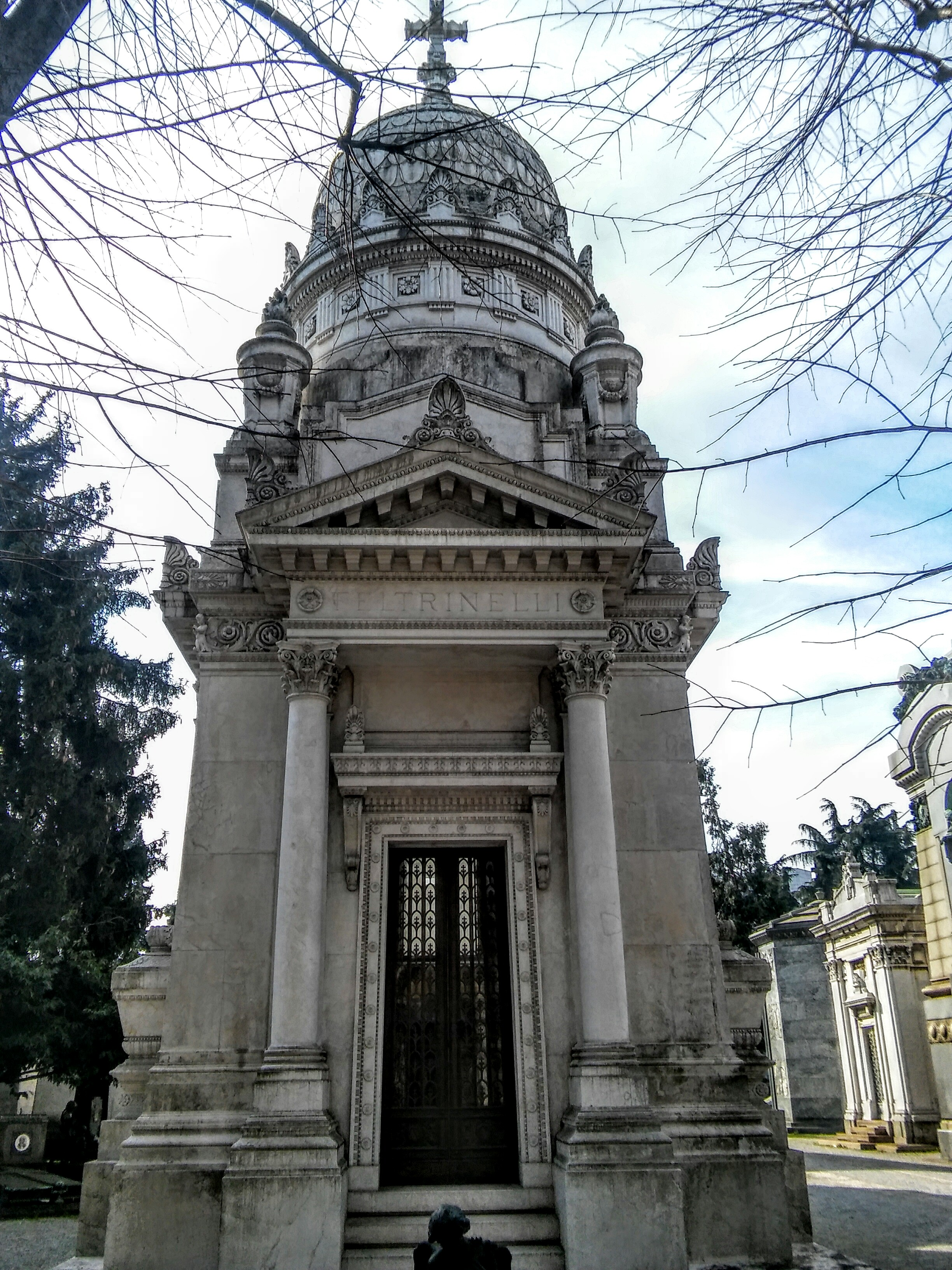
Das Grabmal der Familie Feltrinelli auf dem Cimitero Monumentale in Mailand

Nach verschiedenen kleineren Aktionen der GAP wollte Feltrinelli am 14. März 1972 angeblich einen Hochspannungsmast in Segrate bei Mailand sprengen. Nach den Ermittlungen der Polizei ging die Sprengladung jedoch vorzeitig los. Er wurde tödlich verletzt. Der Untersuchungsrichter Guido Viola schrieb 1975 zum Abschluss seines Untersuchungsberichtes: „Viele haben seit Beginn der Untersuchungen gesagt, dass Feltrinelli ermordet wurde … Aber nach unserer Meinung bleibt Feltrinelli das Opfer eines zufälligen Unfalls.“
In der außerparlamentarischen Opposition kam zeitnah der Verdacht auf, jemand hätte den charismatischen Anführer eliminieren wollen.
Nach 2010 ans Licht gekommene Indizien bestärken jedoch die Zweifel an der Unfalltheorie, so die Verletzungen an der Leiche Feltrinellis, die – einem damals unterdrückten Gutachten zufolge – auf einen „Angriff von hinten“ und nicht auf eine selbstverschuldete, versehentlich zu früh ausgelöste Bombenexplosion hindeuten. Auch Staatsanwalt Guido Viola will heute eine Verwicklung von Geheimdiensten in den Tod Feltrinellis nicht mehr ausschließen. Zu Feltrinellis 50. Todestag war zumindest klar, dass er sowohl vom italienischen Geheimdienst als auch von der CIA beobachtet worden war.

„Für die eigenen Ideale sterben, die radikalste aller Geschichten. Doch dieser Tod wirkt nicht als Symbol, passt in kein Schema, wird sowohl auf der Rechten wie auch auf der Linken entweder verdrängt oder lächerlich gemacht. In der Nacht von Segrate mit Sprengstoff zu hantieren, ist nicht einfach. Wer hat die Timer präpariert? Die Aussagen darüber gehen weit auseinander. Die Sache ist als „Unfall“ zu den Akten gelegt worden, aber auch heute noch sagt der Staatsanwalt, der den Fall damals abgeschlossen hat, dass Tod Feltrinellis ein Rätsel für ihn bleibe.“

## Rezeption
Im Jahr 2013 veröffentlichten Gruff Rhys von den Super Furry Animals und der US-Produzent Boom Bip als Elektropop-Projekt Neon Neon das Konzeptalbum Praxis Makes Perfect, das vom Leben des Verlegers inspiriert wurde; als Quelle wird im Beiheft das Buch Senior Service von Carlo Feltrinelli genannt.

## Veröffentlichungen
- Offene und geheime Zensur, in: Sprache im technischen Zeitalter, Nr. 2 (1962), Seite 135–147.

## Film
- Giangiacomo Feltrinelli – Verleger und Revolutionär. Dokumentarfilm, Frankreich, Deutschland, Schweiz, Italien, 2005, 78 Min., Buch und Regie: Alessandro Rossetto, Produktion: Dschoint Ventschr, Eskimosa, Pandora Filmproduktion, arte, TSR,  Erstausstrahlung: 26. Dezember 2006 bei arte, Inhaltsangabe von ARD mit Fotos.